# Ghaida Kambash
Ghaida Kambash (în arabă غيداء كمبش; n. 1974, Bagdad, Irak – d. 10 iulie 2020, Bagdad, Irak) a fost o politiciană irakiană.
Kambash era originară din Baqubah, la nord de Bagdad. A fost aleasă în parlamentul irakian de trei ori la rând. Cu puțin timp înainte de moartea sa, a militat pentru o reformă a sistemului de învățământ.
Kambash a murit în Bagdad pe 10 iulie 2020, la vârsta de 46 de ani, din cauza COVID-19 în timpul pandemiei de COVID-19 în Irak.